# Ciara
Ciara Princess Harris (Austin (Texas), 25 d'octubre de 1985), coneguda simplement per Ciara (pronunciat /siːˈɛrə/), és una cantant, autora, ballarina, actriu i model nord-americana.